# Nel Büch

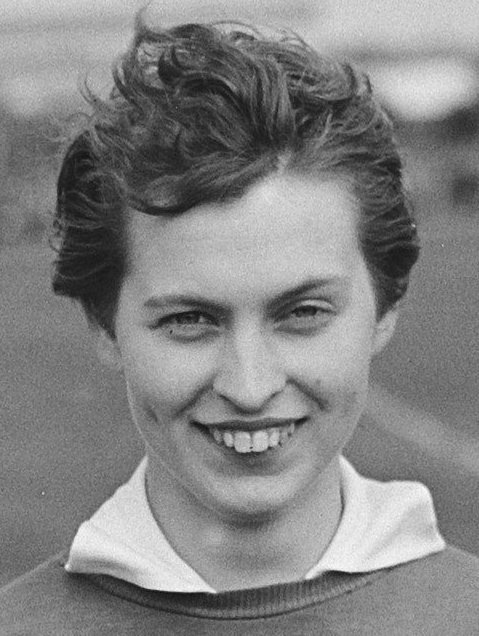
Nel Büch (1952)

Nel Büch (eigentlich Petronella Büch, geb. de Vos; * 6. Dezember 1931 in Amsterdam; † 5. Februar 2013 ebd.) war eine niederländische Sprinterin, Weitspringerin und Hürdenläuferin.
Bei den Leichtathletik-Europameisterschaften 1950 in Brüssel wurde sie Elfte im Weitsprung und scheiterte über 80 m Hürden im Vorlauf.
1950 wurde sie bei den Olympischen Spielen in Helsinki Sechste in der 4-mal-100-Meter-Staffel und schied über 100 m in der ersten Runde aus.